# Детројт (Илиноис)
Детројт (енгл. Detroit) град је у америчкој савезној држави Илиноис.

## Демографија
По попису из 2010. године број становника је 83, што је 10 (-10,8%) становника мање него 2000. године.
| Група             | 2000.      | 2010.       |
| Белци             | 87 (93,5%) | 83 (100,0%) |
| Афроамериканци    | 0 (0,0%)   | 0 (0,0%)    |
| Азијати           | 0 (0,0%)   | 0 (0,0%)    |
| Хиспаноамериканци | 6 (6,5%)   | 0 (0,0%)    |
| Укупно            | 93         | 83          |